# アヌシュカ・シャルマ
アヌシュカ・シャルマ（Anushka Sharma、ヒンディー語: अनुष्का शर्मा、カンナダ語: ಅನುಷ್ಕಾ ಶರ್ಮಾ、1988年5月1日 - ）は、インド・カルナータカ州ベンガルール出身の女優、モデル。

## 概要
ボリウッドを代表する人気女優の一人である。Instagramのフォロワー数は2024年9月時点で6,800万を超えている。インドにおける有名人としてのブランド価値は2023年時点で5270万ドル（約79億円）と算定され、14位にランクインした。夫はクリケットの世界的名手であるヴィラット・コーリ。父親は軍人。ベンガルールのMount Carmel Collegeで経済学を学んでいる。

## 主な出演作品
- 2008年:Rab Ne Bana Di Jodi
- 2010年:Badmaash Company
- 2010年:Band Baaja Baaraat
- 2011年:Patiala House
- 2011年:Ladies vs Ricky Bahl
- 2012年:命ある限り
- 2014年:PK
- 2015年:Bombay Velvet
- 2015年:Dil Dhadakne Do
- 2016年:スルターン
- 2016年:Ae Dil Hai Mushkil
- 2018年:SANJU サンジュ

## 画像

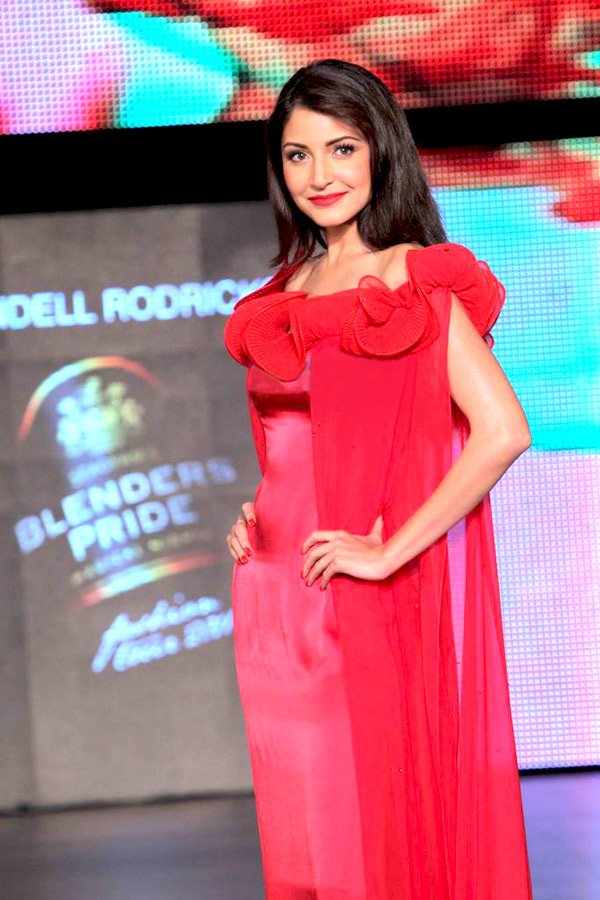
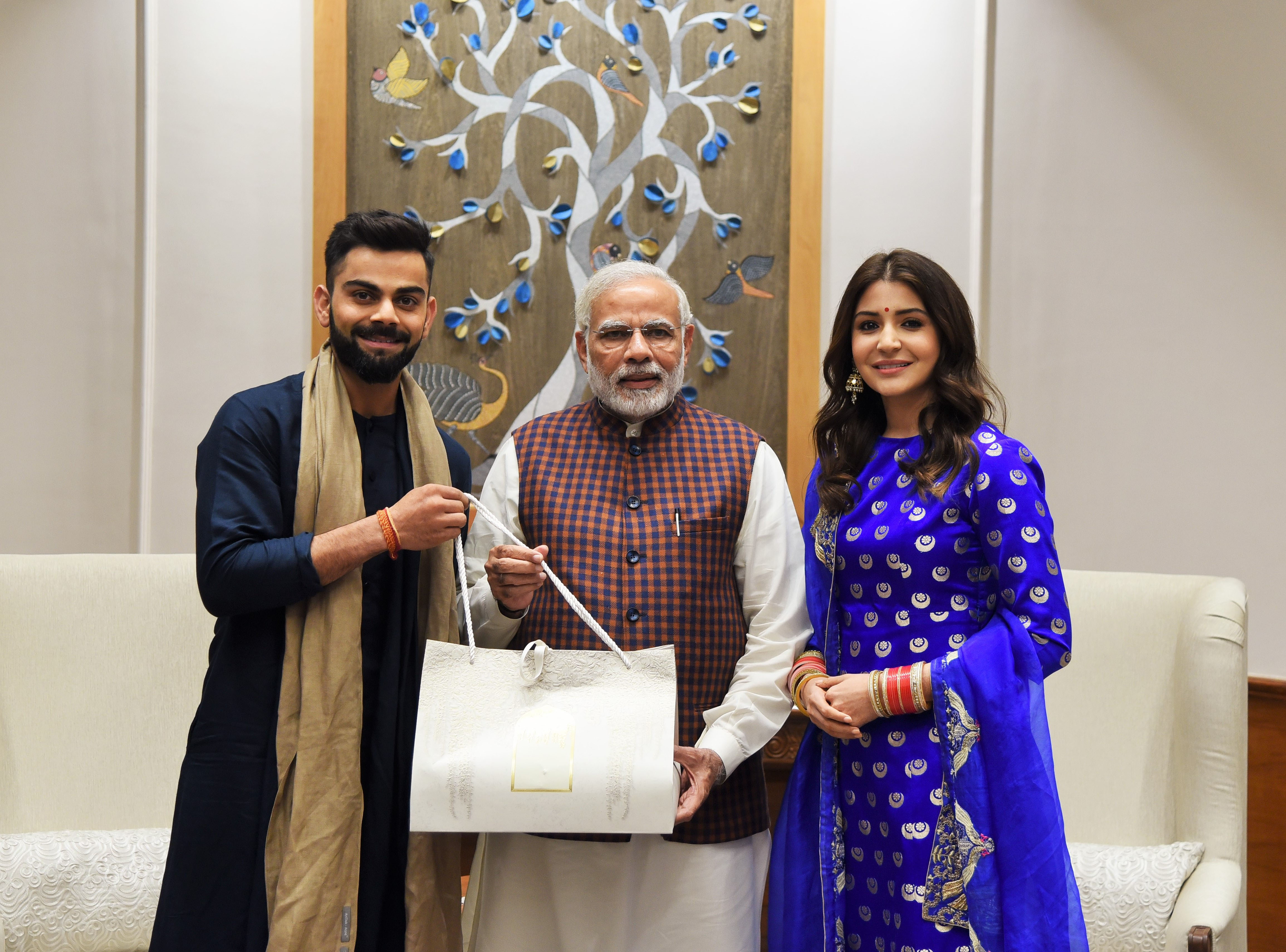
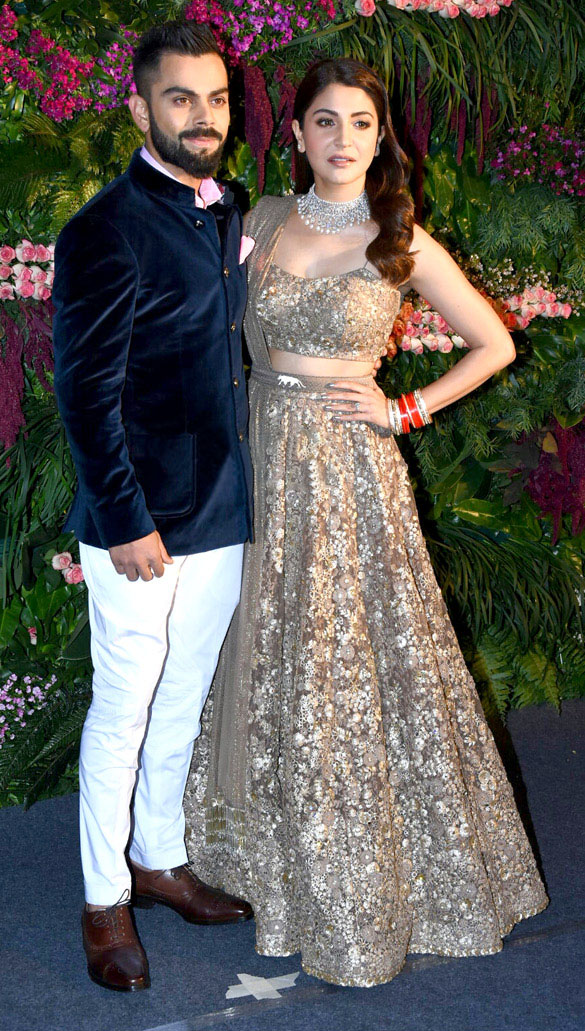
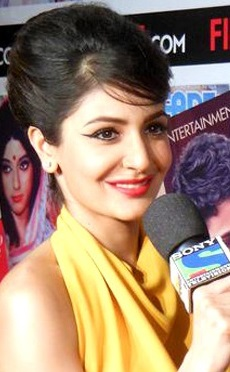
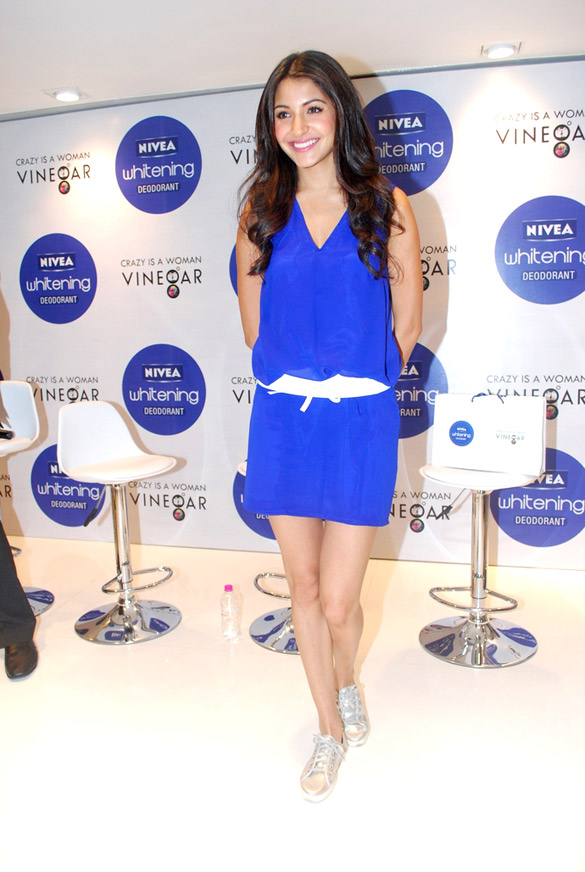
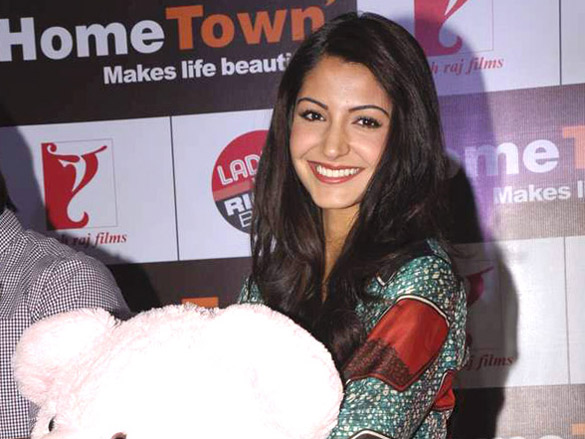
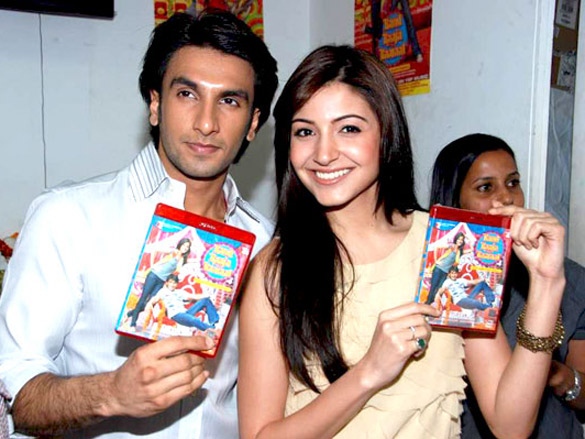
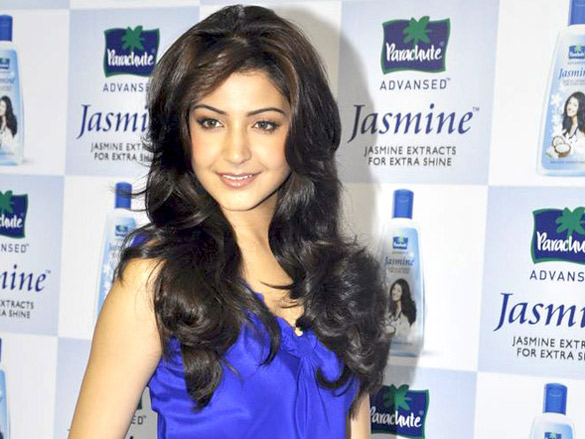
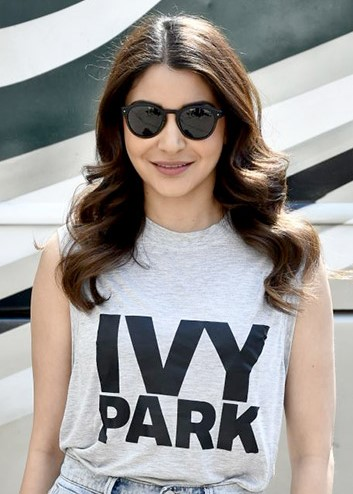
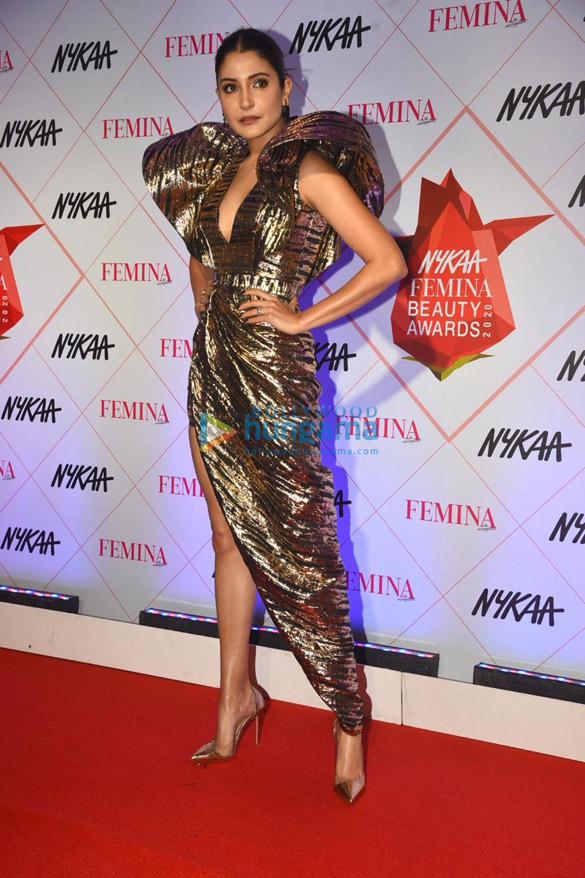